# Trioceros jacksonii
El camaleón de Jackson (Trioceros jacksonii) es una especie de camaleón con tres cuernos, nativo de África Oriental.

## Taxonomía
El camaleón de Jackson fue descrito por primera vez por el zoólogo belga-británico George Albert Boulenger en 1896.
Su nombre genérico (trioceros) se deriva del griego τρί (tri), que significa "tres" y κέρας (Keras) que significa "cuernos". Esto es en referencia a los tres cuernos que se encuentran en su cabezas. Su nombre específico es una forma latinizada del explorador Inglés y su apellido, el ornitólogo Frederick John Jackson, quien se desempeñaba como el primer gobernador de Kenia en aquella época. La palabra camaleón (en inglés (también chamaeleon) deriva de Chamaeleo América, un préstamo de la χαμαιλέων griego antiguo (khamailéōn), un compuesto de χαμαί (Khamai) " sobre el terreno" y λέων (León) "león". La palabra griega es un calco semántico al traducir del acadio nēš qaqqari, "león de la tierra".

## Subespecies
Las tres subespecies, entre ellas la del nombramiento, son los siguientes:
- Trioceros jacksonii jacksonii; Boulanger 1896: Camaleón de Jackson
- Trioceros jacksonii merumontanus; Rand 1958: Camaleón enano de Jackson
- Trioceros jacksonii xantholophus; Eason, Ferguson y Hebrard 1988: Camaleón de Jackson de cresta amarilla

## Ubicación
Los camaleones de Jackson son nativos de las regiones húmedas, frías de Kenia y Tanzania, África del Este, y se encuentran en gran número en altitudes de más de 3000 m. La subespecie T. j. merumontanus sólo se puede encontrar en el Monte Meru y la Región de Arusha Tanzania. La subespecie T. j. xantholophus fue introducido en Hawái en la década de 1970 y se ha establecido ya que las poblaciones en todas las islas principales. Esta población fue la principal fuente de los camaleones de Jackson para el comercio de mascotas exóticas. Sin embargo, la exportación de estos animales (y muchos otros) de Hawái para el comercio de mascotas ha sido declarada ilegal[cita requerida] para evitar que haya oportunistas que quieran establecer voluntariamente criaderos y más poblaciones de otros animales salvajes exóticos para capturar y poder venderlos.

## Reproducción
La mayoría de los camaleones son ovíparos, el camaleón hembra de Jackson da a luz a crías vivas convirtiéndose en ovovivíparo; de ocho a treinta jóvenes vivos nacen después de una gestación de cinco a seis meses. La subespecie T. j. merumontanus da a luz de cinco a diez crías vivas.

## Descripción

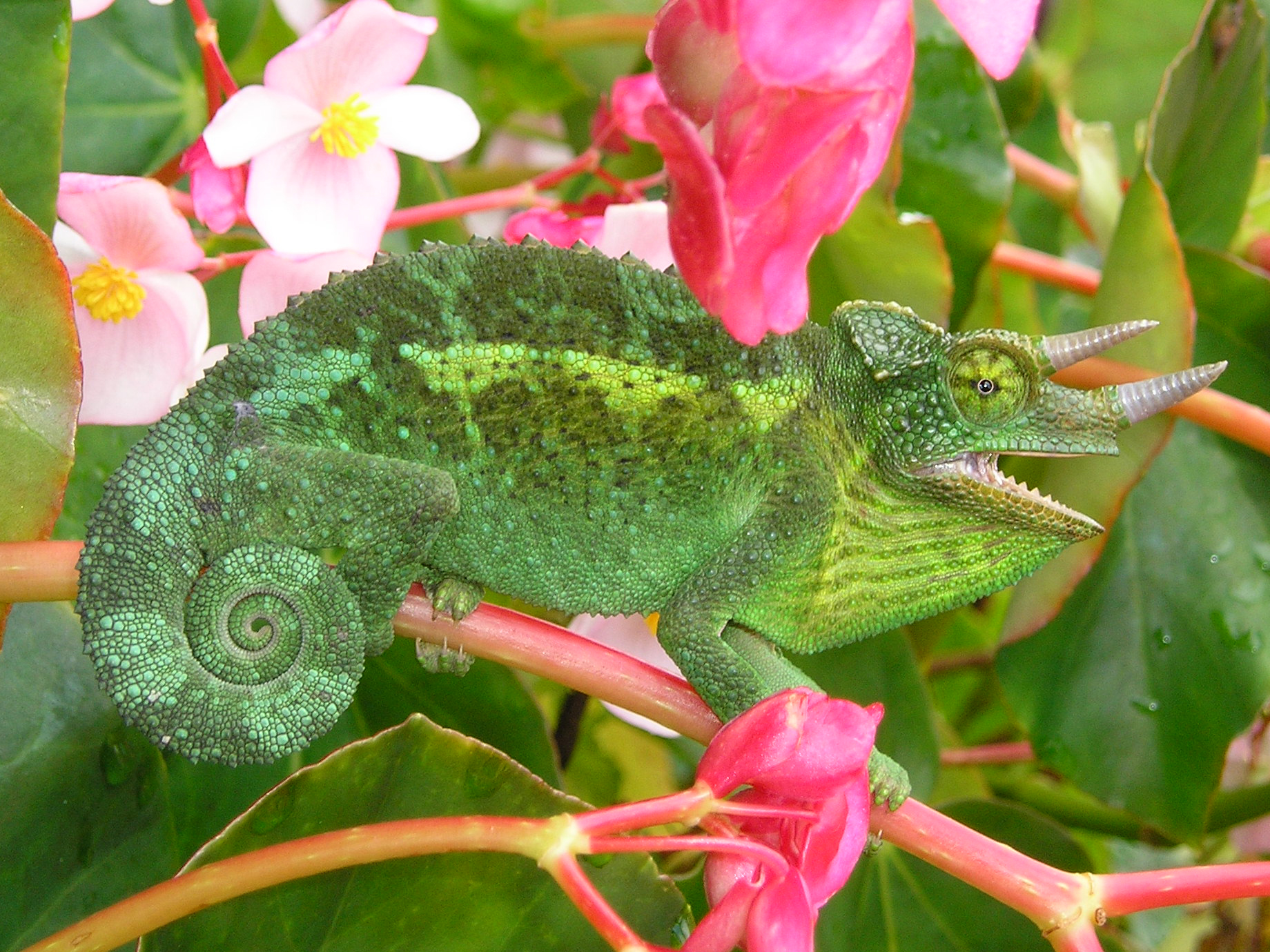
Camaleón en una rama

A veces se llaman los camaleones de tres cuernos porque los machos poseen tres cuernos marrones: uno en la nariz (el cuerno rostral) y uno por encima de cada cresta orbital superior por encima de los ojos (cuernos preocular), algo que recuerda al género de dinosaurio Triceratops. Las hembras generalmente no tienen cuernos, o rastros del cuerno rostral (en la subespecie T. J. jacksonii y T. J. merumontanus). La coloración es generalmente de color verde brillante, como algunos otros ejemplares que son solitarios y que tienen rastros de azul y amarillo, pero como todos los camaleones, cambian de color de forma rápida dependiendo del estado de ánimo, la salud, y la temperatura.
Su tamaño adulto es de 30 cm de longitud total. Tienen una cresta dorsal en forma de dientes de sierra y sin cresta Gullar. Alcanzan la madurez sexual a los cinco meses. La esperanza de vida es variable, siendo los machos generalmente los viven más tiempo que las hembras.

## Alimentación
Los camaleones de Jackson se alimentan principalmente de pequeños insectos. Son menos territoriales que la mayoría de las demás especies de camaleones. Los machos generalmente afirman su dominio sobre otros machos a través de la demostración de colores y posturas en un intento de asegurar los derechos de apareamiento, pero por lo general no hasta el punto de peleas físicas.